# Пенсионное обеспечение в Южной Корее
| Уровень | Система пенсии                                        |
| ------- | ----------------------------------------------------- |
| Третий  | Индивидуальные сбережения для выхода на пенсию        |
| Второй  | Пенсия компании                                       |
| Первый  | Национальная пенсионная система                       |
| Нулевой | Базовая пенсия по старости                            |
| Нулевой | Базовая программа обеспечения средств к существованию |

Уровень бедности среди пожилых людей в Южной Корее является самым высоким среди стран ОЭСР

Уровень бедности в Южной Корее (возраст 65+) в 2010 году

Пенсионное обеспечение пожилых людей в Южной Корее разработано сравнительно недавно по сравнению с другими демократическими странами. Половина населения Кореи в возрасте 65 лет и старше живёт в относительной бедности, почти в четыре раза выше, чем в странах членах ОЭСР (в среднем 13 %). Таким образом, бедность среди пожилого населения является серьёзной социальной проблемой. Кроме того, государственные социальные расходы, предоставляемые органами государственного управления (центральными, государственными и местными органами власти, включая фонды социального обеспечения) на ВВП в Южной Корее, являются самыми низкими среди стран ОЭСР, что составляет половину среднего показателя ОЭСР.
Существует три различных типа пенсий, которые могут получить пожилые люди (65 лет и старше): социальное обеспечение, государственная пенсия и частная пенсия.

## История

### 1990—2007
Национальное медицинское страхование было введено в Южной Корее в 1977 году. К 1989 году Южная Корея имела всеобщее медицинское страхование. Другие программы социального страхования в Южной Корее включают страхование от несчастных случаев на производстве (IACI, первая программа социального страхования Южной Кореи, датированная 1964 годом), страхование занятости (EI, датированное 1995 годом).
Недавняя тенденция в Южной Корее заключается в увеличении расходов на социальное обеспечение: в период с 1990 по 2007 год государственные расходы правительства Южной Кореи на благосостояние увеличились на 11 % в год в реальном выражении, что стало самым быстрым темпом роста в Организации экономического сотрудничества и развития (ОЭСР). Социальные расходы в 1990—2001 годах выросли с 4,25 % до 8,7 % (с пиком в 10,9 % в 1998 году).

### С 2007
Расходы на благосостояние в Южной Корее составили 7,6 % от ВВП в 2007 году (средний показатель по ОЭСР составлял 19 %). Основной программой социального обеспечения в Южной Корее является Программа обеспечения безопасности на уровне основных средств (BLSP), которая охватывает 3 % населения страны (около пятой части 15 % жителей Южной Кореи, проживающих в относительной бедности). В 2001 году была введена ещё одна программа — Национальная система обеспечения средств к существованию (NBLSS). Льготы для семей в 2011 году были эквивалентны 0,5 % ВВП Южной Кореи, что было самым низким в ОЭСР (средний показатель ОЭСР составлял 2,2 %).
По состоянию на 2007 год благосостояние пожилых людей составляет 1,6 % от ВВП (четверть среднего показателя по ОЭСР). Пенсии в Южной Корее находятся в ведении Национальной пенсионной службы (NPS), введенной в 1988 году. Ким сообщил, что в 2002 году только 6,5 % южнокорейцев в возрасте старше 60 лет проживали на государственных пенсиях. Около одной пятой пожилых людей получают пенсии, что является важным фактором, способствующим тому, что почти половина южнокорейских пожилых людей живёт в относительной бедности, что является самой высокой долей среди стран ОЭСР.
Четверть расходов на социальное обеспечение от правительства, в виде денежных выплат, приходится на самые бедные 20 % населения, что способствует росту неравенства среди южнокорейского населения. Южнокорейская система налогообложения и социального обеспечения является наименее эффективной для сокращения неравенства среди всех стран ОЭСР.

## Социальное обеспечение

### Базовая программа обеспечения средств к существованию
Базовая программа обеспечения средств к существованию (BLSP) — это система социального обеспечения, которая обеспечивает денежные и другие льготы, такие как жильё и образование для граждан в условиях абсолютной нищеты. Она была принята в 1999 году в соответствии с Законом о национальной безопасности основных средств к существованию. Человек находится в абсолютной бедности, когда его доход ниже минимального уровня жизни. В 2011 году сообщалось, что около 1,4 миллиона человек получили льготы по программе BLSP, причём только 380 тысяч из них были пожилыми. Это составляет лишь 6,3 % от корейского населения в возрасте старше 65 лет. Эта программа не предоставляет полной помощи пожилым людям в Южной Корее из-за строгих критериев, которым должны соответствовать участники программ. Для участия в программе необходимо доказать, что получение помощи от членов своей семьи невозможно, причём активы членов семьи включаются в критерии дохода. По этой причине многие люди не могли участвовать в программе. В 2003 году критерии были смягчены. В 2008 году программа была расширена за счёт включения в неё страхования долгосрочного ухода за пожилыми люди.

### Базовая пенсия по старости
В 2008 году Корея представила базовую пенсию по старости. По данным Министерства здравоохранения и семейных дел, базовая пенсия по старости «предназначена для повышения благосостояния пожилых людей путем предоставления ежемесячного пенсионного пособия нуждающимся пожилым людям». Эту пенсию могли получать работники, которые отчисляли взносы в Национальную пенсионную систему. К 2012 году размер пенсии составлял только 16 % от минимальной стоимости жизни и охватывала 67 % пожилых людей в Корее в возрасте старше 65 лет. Программа была продлена в 2014 году, ежемесячные пособия составляли приблизительно 179 долл. США (200 000 вон) для пожилых людей старше 65 лет в нижней части 70 процентов дохода. В 2014 году программой воспользовались 4,9 миллиона человек.
Пенсионная схема по старости в Южной Корее охватывает людей в возрасте от 60 лет и старше на всю оставшуюся жизнь, если они удовлетворяют минимум 20 лет национального пенсионного обеспечения. Лица, имеющие как минимум 10 лет, оплачиваемых по национальной пенсионной схеме и в возрасте 60 лет, могут быть охвачены по схеме «пониженной пенсии по старости». Существует также схема «активной пенсии по старости» для лиц в возрасте от 60 до 65 лет, занятых деятельностью, приносящей доход. Лица в возрасте от 55 до 60 лет, которые не занимаются деятельностью, приносящей доход, могут участвовать в программе «ранняя старость». Около 60 % всех пожилых корейцев в возрасте 65 лет и старше имеют право на 5 % от своего среднего дохода в среднем на 90 000 корейских вон. Основные пенсионные программы по старости охватывали лиц в возрасте 65 лет, которые зарабатывали ниже суммы, установленной в соответствии с президентским указом. В 2010 году этот потолок был 700 000 вон для одного человека и 1 120 000 вон для пары (600 $ и 960 $ соответственно).

### Национальная система обеспечения основных средств к существованию
Национальная система обеспечения основных средств к существованию (NBLS) — это система государственной поддержки, которая обеспечивает гарантированный доход значительно пожилым гражданам, которые не получают семейной поддержки, а их доход ниже национальной черты бедности. Эта система была введена в 2000 году правительством Южной Кореи в связи с ростом безработицы и бедности в связи с финансовым кризисом в Корее в 1997 году. Корейское правительство сосредоточилось на быстром экономическом развитии; программы социального обеспечения не могли получать достаточного внимания со стороны правительства, что привело к слабому социальному обеспечению. Национальная система обеспечения базовых средств к существованию пересмотрела национальную стратегию борьбы с нищетой по сравнению с предыдущей пенсионной программой. В 2000 году минимальная стоимость жизни для домохозяйства 1 человека составляла 324 011 вон и увеличилась до 401 466 корейских вон к 2005 году. Несмотря на пересмотренный подход к бедности, только 15 процентов пожилых людей в возрасте 65 и выше получили пособие по обеспечению национального базового обеспечения средств к существованию в связи с неясным требованием о приемлемости.

## Государственная пенсия

### Национальная пенсионная система
Национальная пенсионная система — это государственная пенсионная система, созданная в 1988 году в Южной Корее. Он является частью программ социального обеспечения Кореи и была создана в соответствии с Законом о национальной пенсионной системе в 1986 году. Для того, чтобы человек мог претендовать на получение пенсии, им должно быть не менее 61 года, по крайней мере, на десять лет. Снижение ранней пенсии может быть достигнуто в возрасте 56 лет. До 2033 года нормальный пенсионный возраст будет увеличен до 65 лет, а сокращенная досрочная пенсия будет увеличена до 60 лет. Национальная пенсионная схема была создана с сильным элементом перераспределения, и участие в ней предусмотрено законом. В настоящее время только 29 % пожилых людей получают пенсии по старости из Национальной пенсионной схемы в 2013 году. Один из текущих вопросов с Национальной пенсионной схемой заключается в том, что не все пенсионеры смогут извлечь выгоду из пенсии потому что они не выполнили десятилетний взнос.
Южнокорейская пенсионная система была создана для предоставления пособий лицам, достигшим старости, семьям и лицам, пострадавшим от смерти их основного кормильца, и в целях стабилизации состояния государства. Структура пенсионной системы Южной Кореи в основном основана на налогообложении и связана с доходами. В 2007 году в общей сложности было 18 367 000 застрахованных лиц, из которых только 511 000 человек были исключены из обязательного взноса. Текущая пенсионная система делится на четыре категории, распределяющих льготы для участников через национальные, военные, государственные и частные пенсионные программы школьных учителей. Национальная пенсионная система является основной системой социального обеспечения, предоставляющей пособия большинству лиц. Право на получение национальной пенсионной схемы зависит не от дохода, а от возраста и места жительства, где охвачены лица в возрасте от 18 до 59 лет. Любой, кто моложе 18 лет, является иждивенцем кого-то, кто охвачен или под особым исключением, если им разрешено чередовать положения. Национальная пенсионная система делится на четыре категории застрахованных лиц — застрахованных на рабочем месте, индивидуально застрахованных, добровольно застрахованных и добровольно и постоянно застрахованных.
Сотрудники в возрасте от 18 до 59 лет покрываются в рамках схемы пенсионного обеспечения на рабочих местах и вносят 4,5 % от их валового ежемесячного дохода. Национальная пенсия охватывает сотрудников, которые работают в фирмах, в которых работают пять или более сотрудников, рыбаков, фермеров и самозанятых в сельских и городских районах. Работодатели также покрываются в рамках схемы пенсионного обеспечения на рабочих местах и помогают покрывать их сотрудников, которые обязаны выплатить 9 % взноса, предоставив оставшиеся 4,5 %. Любой, кто не работает, в возрасте 60 лет и старше и исключается статьей № 6 Закона о национальной пенсионной системе Архивная копия от 10 октября 2017 на Wayback Machine, но в возрасте от 18 до 59 лет, покрывается по индивидуально застрахованной пенсионной схеме. Лица, охваченные индивидуально застрахованной пенсионной схемой, отвечают за выплату всего 9 % взносов сами. Люди, застрахованные на добровольной основе, не подлежат обязательному страхованию, но могут выбирать. К этой категории относятся пенсионеры, которые добровольно выбирают дополнительные льготы, лицам в возрасте до 27 лет без дохода и лицам, чьи супруги покрываются в рамках системы общественного благосостояния, будь то военнослужащие, государственные или частные школьные учителя. Как и индивидуально застрахованные лица, они также несут ответственность за покрытие всей суммы взноса. Волонтированные и постоянно застрахованные лица состоят из лиц в возрасте 60 лет, которые хотят выполнить минимальный страховой период в 20 лет для получения пенсии по старости. Исключая застрахованных лиц на рабочем месте, все остальные застрахованные лица лично покрывают свой 9 % -ный взнос.

## Текущее состояние старения
Поскольку правительство Кореи стремилось к быстрому экономическому развитию, социальное благосостояние не было главной задачей в 1970-х и 1980-х годах. Политики полагались на общество, основанное на конфуцианстве, где семья должна заботиться и поддерживать старых людей. В 2000 году в Южной Корее сохранился статус стареющего общества, в котором доля пожилых людей достигает 7 процентов. По оценкам Корейского национального статистического агентства, к 2025 году Южная Корея достигнет «гипер-стареющего» общества. Правительство Южной Кореи выпустило План по старому обществу и народонаселению, указав, что около 34 триллионов корейских вон, как ожидается, будет уменьшено за счет низкой рождаемости.

## Влияние образования
Молодежь в Южной Корее демонстрирует тенденции к отсрочке брака, что ведет к сокращению рождаемости. Причина задержки брака — проблема безработицы среди молодежи в возрасте от 25 до 29 лет. Высокий уровень образования создал конкурентоспособный рынок рабочей силы. Процент молодых людей, имеющих степень бакалавра или выше, с 2003 года, когда он составлял лишь 30 % увеличился до более чем 41 % в 2016 году. Правительство Южной Кореи опубликовало статистические данные о том, что уровень безработицы среди молодежи (15–29 лет) достигает 9,5 %, уровень занятости которых составляет менее 40 %. Расширение высшего образования не ожидалось на рынке труда, поскольку рынок труда Южной Кореи за последние 30 лет оставался на уровне 60 процентов. Обеспечение занятости среди молодежи является предпосылкой для заключения брака, который решает денежную проблему.